# Košťál (České středohoří)
Košťál (německy Kostial, Goschtial), mnohdy též zvaný Košťálov, je zdaleka viditelný vrch v západní části Českého středohoří nad městečkem Třebenice. Na jeho vrcholu stojí zřícenina středověkého hradu Košťálova, podle něhož je často nazýván celý kopec.
Díky svému geologickému uspořádání, kdy méně odolná hornina brekcie tvoří úpatí, zatímco pevnější trachybazaltová a bazanitová skaliska jeho horní část, se zde vyvinul výrazný skalnatý vrchol, kterým se Košťál odlišuje od většiny okolních zaoblenějších kupovitých kopců. Na strmých skalnatých srázech je možné pozorovat nepravidelnou, deskovitou a sloupovitou odlučnost horniny. Nižší části svahů pokrývají balvanové proudy a haldy, na kterých dochází k sesuvům.

## Přístup
Ke zřícenině, odkud se nabízí rozhled do širokého okolí, vede červeně značená turistická cesta. Jižní a jihovýchodní svahy Košťálu, pokryté teplomilným rostlinstvem, jsou od roku 1960 prohlášeny chráněným územím jako přírodní památka Košťálov.

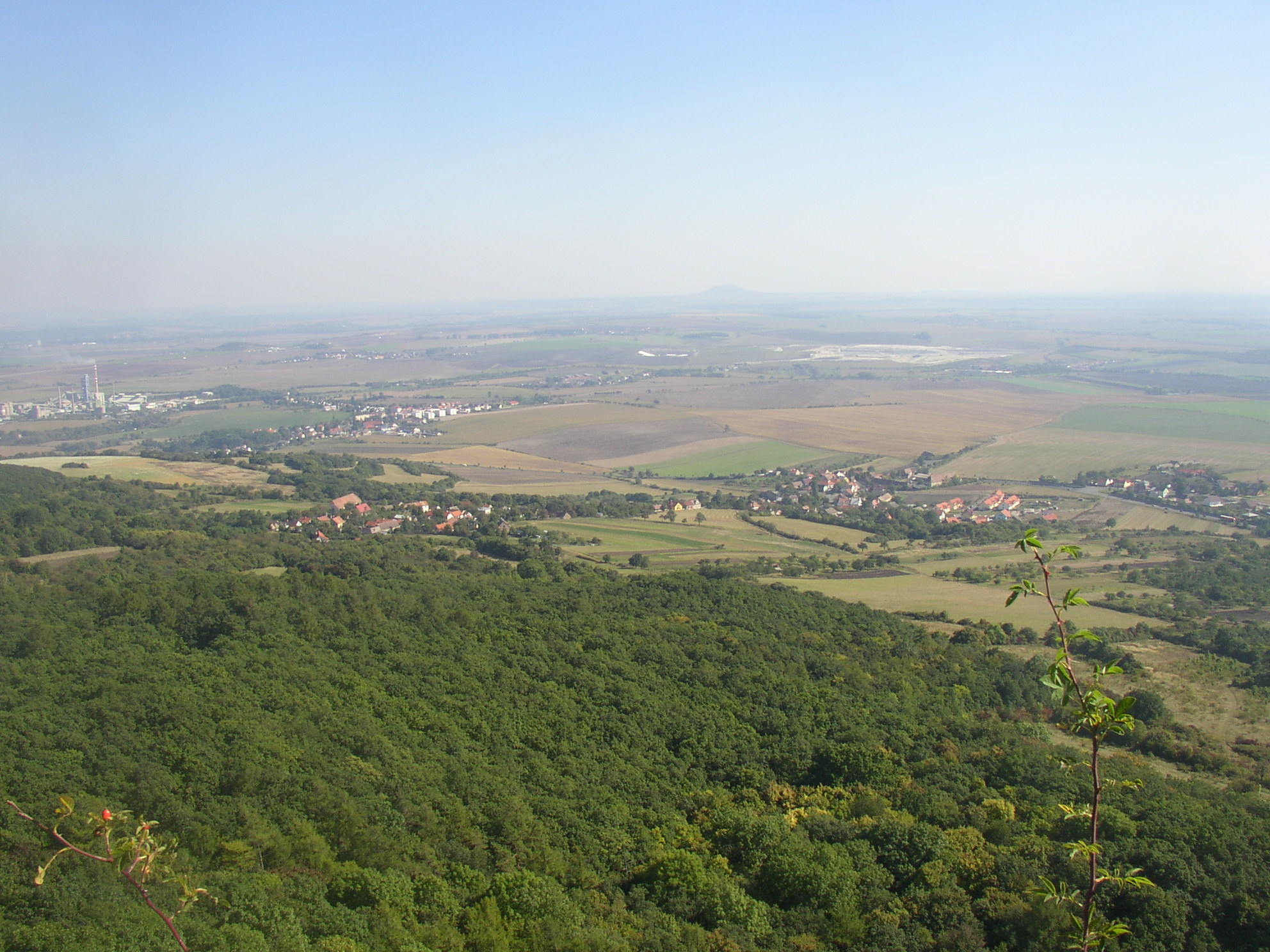
Výhled na jihovýchod k Jenčicím a Čížkovicím
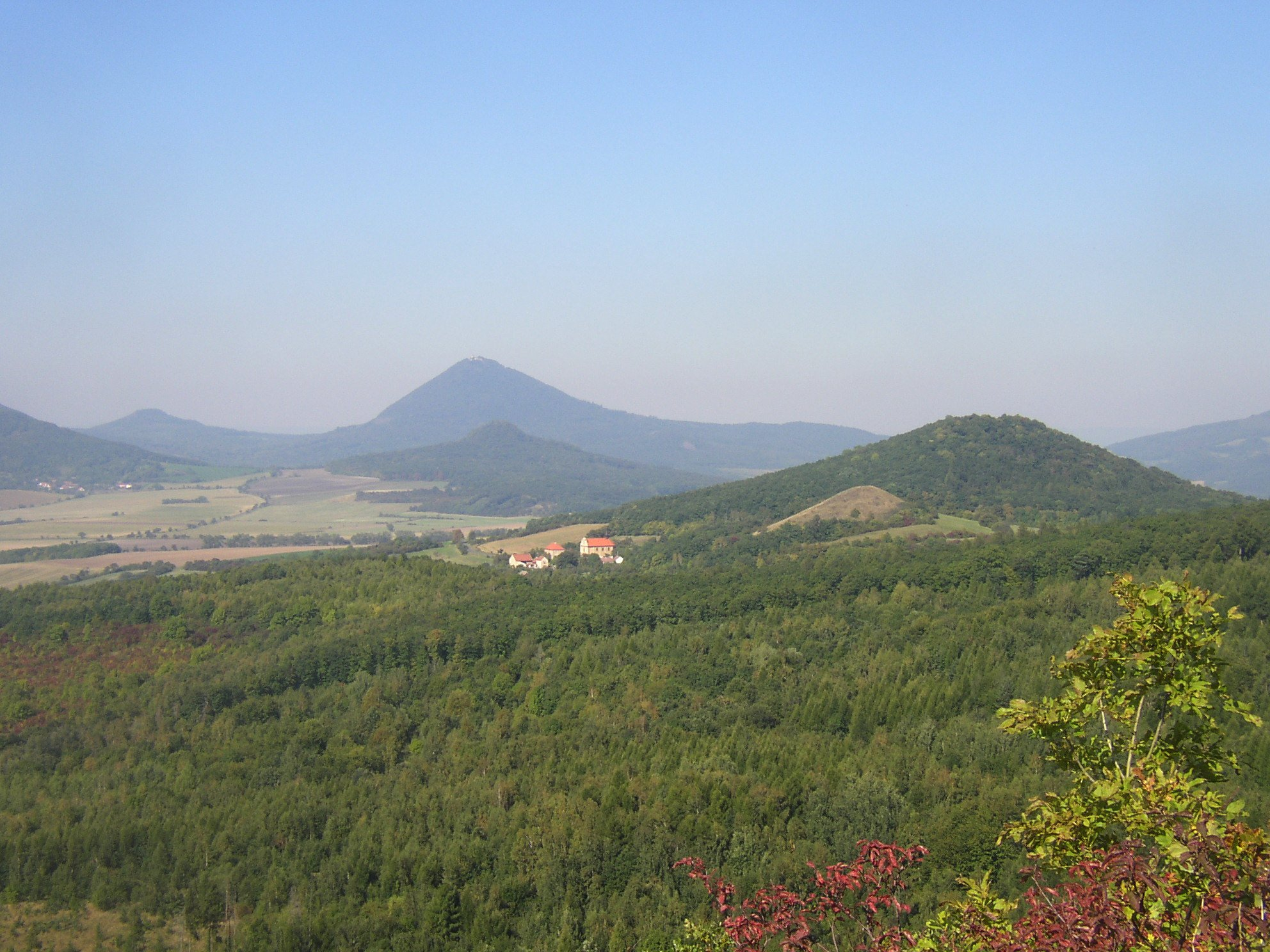
Výhled na Sutomský vrch a Milešovku
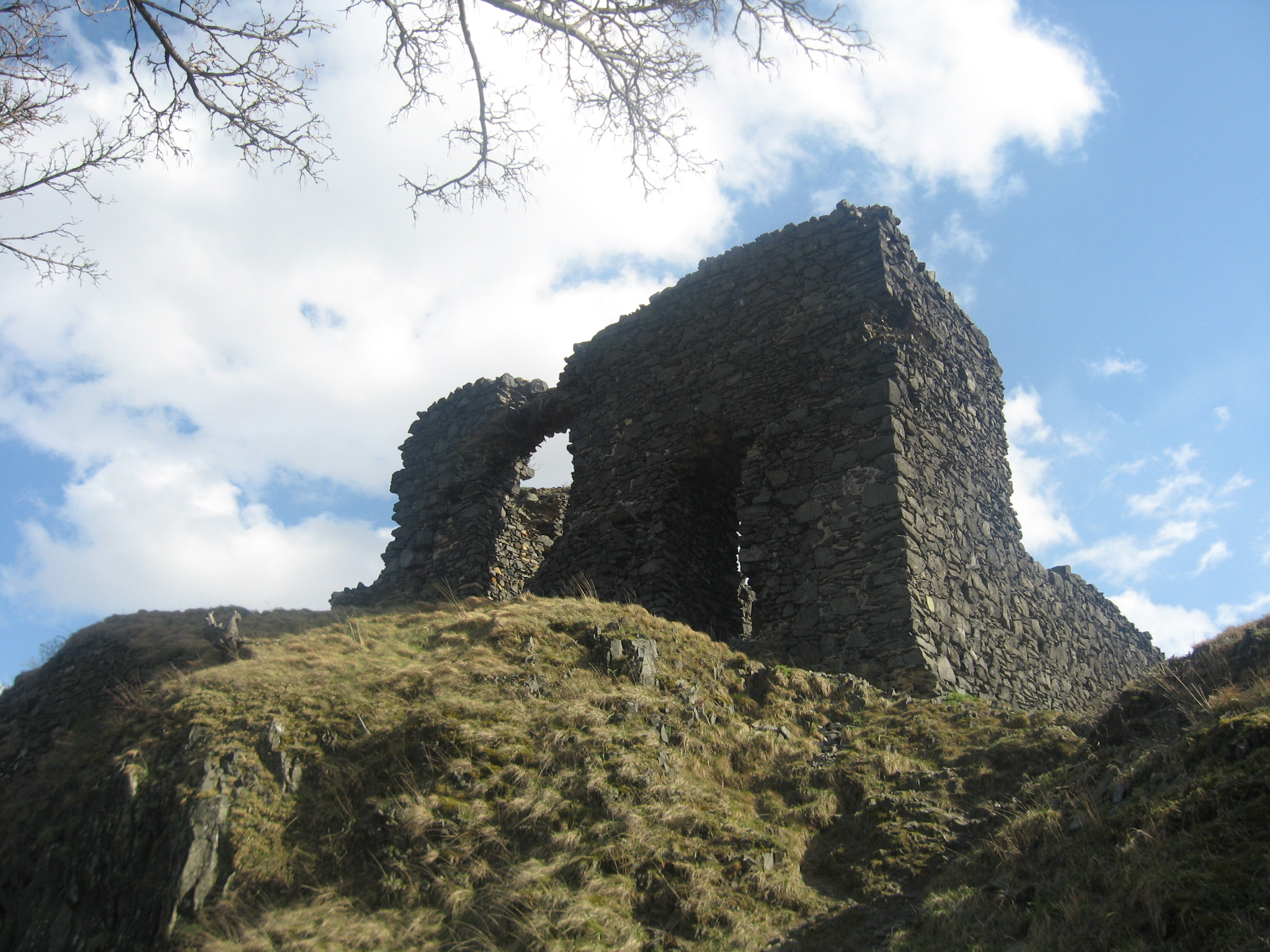
Jihovýchodní nároží hradu